# Haṭhayoga Pradīpikā
(Haṭhayoga Pradīpikā)
La Haṭhayoga Pradīpikā è un testo dello Haṭha Yoga ad opera di Svātmārāma, discepolo di Gorakhnāth (XV sec.). È uno dei principali testi dello Haṭha Yoga, insieme alla Gheraṇḍa Saṃhitā e alla Śiva Saṃhitā, ed è considerato il più antico testo di questa branca dello Yoga.
Il testo è organizzato in 4 capitoli:
1. āsana
2. prāṇāyāma
3. mudrā,
4. samādhi.

## Asana

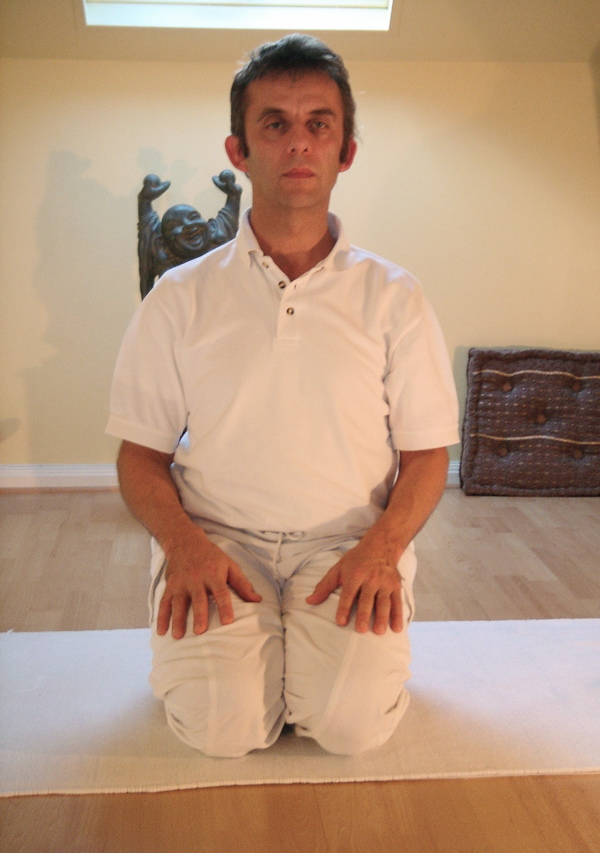
Vajrasana, o posizione dell'eroe

Nel primo capitolo sono descritte 15 asana principali:
(Hatha Yoga Pradipika)
1. svastikasana (fortuna)
2. gomukhasana (muso di vacca)
3. virasana (eroe)
4. kurmasana
5. kukkutasana
6. uttaana kurmasana
7. dhanurasana
8. matsyendrasana (Matsyendra)
9. paschimatana
10. mayurasana
11. shavasana (cadavere)
12. siddhasana (perfetta)
13. padmasana (loto)
14. simhasana (leone)
15. bhadrasana (trono)

## Mudra
Nel terzo capitolo sono descritti dieci mudra fondamentali:
(Hatha Yoga Pradipika)
1. Mahāmudrā
2. Mahabandhamudra
3. Mahavedhamudra
4. Kecharimudra
5. Uddiyanabandhamudra
6. Mulabandha
7. Jalandharabandha
8. Viparitakaranimudra
9. Vajrolimudra
10. Shaktichalanamudra